# Henric I de Bar
Henric I de Bar (n. 1158 – octombrie 1190) a fost conte de Bar, senior de Mousson și de Amance de la 1170 până la moarte.
Henric a fost fiul contelui Reginald al II-lea de Bar cu Agnes de Champagne.
El era încă minor în momentul în care tatăl său a murit, așa că mama sa a activat ca regent între 1170 și 1173. Dat fiind că unii dintre strămoșii săi fuseseră conți de Verdun, Agnes de Champagne revendica acest comitat de la episcopul de Verdun în 1172, însă episcopul a rezistat presiunilor. Agnes a răspuns prin devastarea diocezei de Verdun, motiv pentru care atât mama, cît și fiul său Henric au fost excomunicați și nevoiți să se supună în 1177.
În 1178, episcopul de Toul a început construirea unei fortărețe la Liverdun, cu autorizația ducelui de Lorena Inferioară, Simon al II-lea de Lorena. Depășit de dimensiunile misiunii, el a acordat lui Henric această sarcină, care a dus-o până la capăt. Aceasta nu a compromis bunele relații cu ducele loren, deși acesta se putea simți amenințat de fortărețele Liverdun, Amance și Mousson.
Pe linie maternă, Henric a fost văr primar cu regele Filip al II-lea al Franței și a fost prezent la încoronarea acestuia din 1 noiembrie 1179 la Reims.
După cucerirea Ierusalimului de către Saladin în 1187, Henric s-a alăturat participanților la Cruciada a treia. El s-a îmbarcat la mijlocul anului 1189, anterior regilor Filip August al Franței și Richard Inimă de Leu al Angliei. Odată sosit în ceea ce mai rămăsese din Regatul Ierusalimului, el a luat parte la asediul Acrei. În vara anului 1190, i s-au alăturat unchii săi, Theobald al V-lea de Blois și Ștefan I de Sancerre, precum și vărul său Henric al II-lea de Champagne. În 4 octombrie 1190, Henric a fost serios rănit în luptă în luptele cu musulmanii și a murit din cauza rănii câteva zile mai târziu.
1. 1 2 3 4 5 6 7  Medieval Lands, accesat în 9 februarie 2016